# جوني أرنولد
جوني أرنولد (بالإنجليزية: Johnny Arnold)‏ (30 نوفمبر 1907 في المملكة المتحدة - 4 أبريل 1984 بساوثهامبتون في المملكة المتحدة) هو لاعب كريكت ولاعب كرة قدم بريطاني (وحمل سابقاً جنسية المملكة المتحدة لبريطانيا العظمى وأيرلندا) في مركز الهجوم. شارك مع منتخب إنجلترا لكرة القدم ومنتخب إنجلترا للكريكت. أما مع النوادي، فقد لعب مع نادي ساوثهامبتون ونادي فولهام ونادي مقاطعة هامبشاير للكريكت ‏ وأكسفورد سيتي.

## وصلات خارجية
- جوني أرنولد على موقع إي آس بي آن كريك إنفو (الإنجليزية)
- جوني أرنولد على موقع قاعدة بيانات كرة القدم.إي يو (الإنجليزية)
- جوني أرنولد على موقع ناشيونال فوتبول تيمز (الإنجليزية)